# Alotenango
Alotenango, San Juan Alotenango – miasto w południowej części Gwatemali, w departamencie Sacatepéquez. Według danych statystycznych z 2002 roku liczba mieszkańców wynosiła 14 339 osób. 
Alotenango leży w odległości około 12 km na południowy zachód od stolicy departamentu – miasta Antigua Guatemala. 
Alotenango leży na wysokości 1376 m n.p.m. pomiędzy dwoma potężnymi wulkanami; aktywnym Acatenango oraz uśpionym obecnie Volcán de Agua. Jest to ponadto rejon bardzo aktywny sejsmicznie. Niedaleko przebiega przechodzący w poprzek Gwatemali uskok Motagua, oddzielający płytę karaibską od płyty północnoamerykańskiej. Takie położenie sprawia, że trzęsienia ziemi o sile ponad 4 stopni w skali Richtera zdarzają się w każdym miesiącu. 

## Gmina Alotenango
Miasto jest siedzibą władz gminy o tej samej nazwie, która jest jedną z szesnastu gmin w departamencie. W 2012 roku gmina liczyła 27 407 mieszkańców.
Gmina jak na warunki Gwatemali jest nieduża, a jej powierzchnia obejmuje 95 km². Mieszkańcy gminy utrzymują się z rolnictwa i rzemiosła artystycznego.